# Melanotrichia prajapati
Melanotrichia prajapati är en nattsländeart som beskrevs av Schmid 1982. Melanotrichia prajapati ingår i släktet Melanotrichia och familjen Xiphocentronidae. Inga underarter finns listade i Catalogue of Life.